# 番組コーディネーター
番組コーディネーター（ばんぐみコーディネーター）とは、テレビ番組やコマーシャル（CM、CF）、雑誌等の海外取材で、現地での事前リサーチや取材許可手配、ロケハンやロケでのコーディネート・通訳などを行う人物や会社の事である。

## 概要
取材の多い国では独自のビジネスとして成立するが、それ以外の国では通訳や旅行会社、貿易会社といった事業を営み、副業で行っている人が多い。過去の実績から、口コミでの仕事依頼が多いのが特徴。